# 西洋型食生活

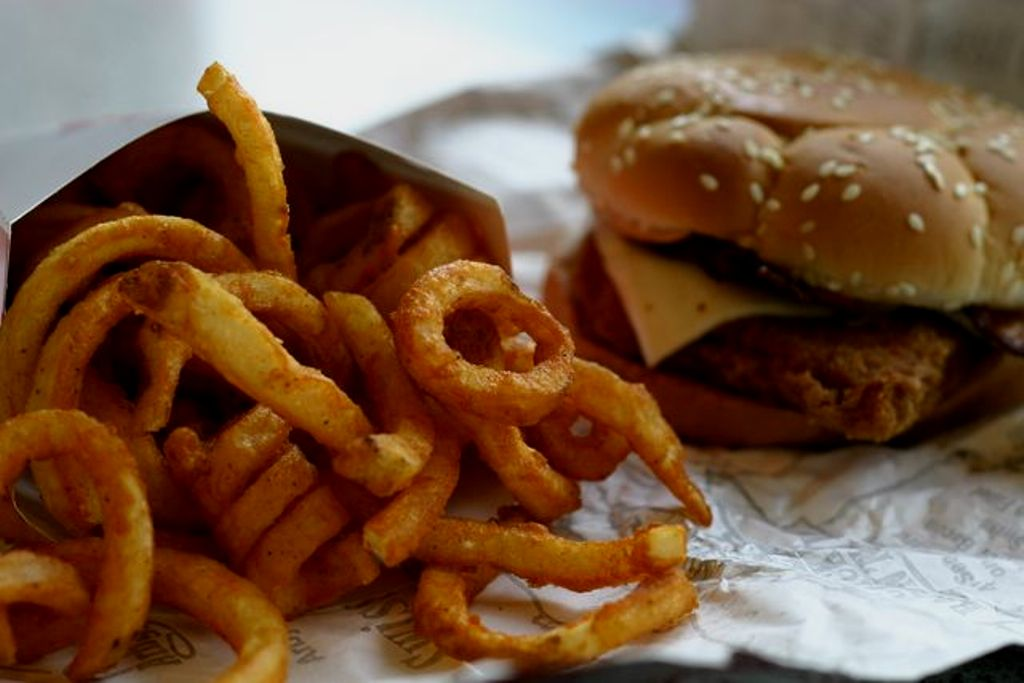
ファーストフードは西洋型食生活の典型的な例である。

西洋型食生活（英:Western pattern diet）、西欧型食生活は、赤肉、加工肉、バター、高脂肪の乳製品、卵、精製穀物、ジャガイモ、糖分の多いソフトドリンクを特徴とした近代の食習慣である。
一方、健康的な食事には野菜果物が豊富で、全粒穀物、家禽（鳥）、魚が見いだされる。
近代の西洋型食生活は、1万1千年前の新石器時代に農業革命があり、そしてそのずっと後の中世に産業革命がおこったことに続く根本的な生活様式の変化によってもたらされているが、人間の遺伝子の進化の尺度から見ればこの食事環境の変化には適応していない。

## 要素
この食習慣は、乳製品、加工されたり人工的に糖分が添加された食品、塩が多く、野菜果物、魚豆、全粒穀物が少ない。様々な食品と食品加工手段が新石器時代と産業革命によってもたらされ、ヒトの祖先の食習慣の7種類の栄養特性を根本的に変えた。それは、血糖負荷、脂肪酸組成、主要栄養素の構成、微量栄養素の欠乏、酸塩基平衡、ナトリウム・カリウム比、食物繊維の量である。19世紀の機械化は、高度に精製された穀物を広範に消費させることになった。
産業革命と蒸気機関は、それまでの牧草を餌とする牛に代わって、19世紀後半にはトウモロコシという穀物によって育てられた肥満の牛を、効率的に人間の食料とするようになり、飽和脂肪酸の摂取量を増加させてきた。
デンプンのような複合炭水化物は健康的だが、砂糖は標準的なアメリカの食事では頻繁に消費されその栄養品質はしばしば貧弱である。1970年から2008年の間に、全食品からの消費カロリーは25%増加し、全体の10%は異性化糖（果糖ブドウ糖液糖）のコーンシロップであった。砂糖および異性化糖は、産業革命以前には起こりえなかった量を消費させている。穀物の精白技術の開発は微量栄養素を減少させ、精製糖には基本的にビタミンやミネラルなどの微量栄養素が含まれず、そうして微量栄養素の密度を低下させてきた。
20世紀初頭から世紀末にかけて植物油の消費量は著しく増加した。マーガリンとショートニングは1897年に開発された技術によって製造されている。ω-6、ω-3のバランスの悪い多くの植物油は、n-6脂肪酸の比率を高めバランスを悪化させてきた。飽和脂肪酸がバターに含まれている懸念から、マーガリンに変わりはじめ、1958年にはバターよりも消費されるようになった。しかし、マーガリンには自然に存在しないトランス脂肪酸が生成されており、心血管疾患に結びついている。2005年には、トランス脂肪酸のそのリスクのため、今度はバターの消費が上回った。しかし、飽和脂肪酸とトランス脂肪酸は共に心血管疾患に関連している。
2004年のアメリカ合衆国の食生活のレビューは、外食の75%がファーストフードであり、メニューの半分はハンバーガー、フライドポテトかチキンであり、3分の1が炭酸飲料であった。